# Розпусна жінка
Розпусна жінка (англ. The Unchastened Woman) — американська драма режисера Джеймса Янга 1925 року.

## Сюжет
Ідучи розповідати своєму чоловікові, що вона вагітна, Керолайн Нолліс знаходить його в обіймах іншої жінки. Керолайн залишає його і, не розповідаючи йому про вагітність, їде до Європи. Потім вона повертається назад, щод врегулювати всі питання з чоловіком раз і назавжди.

## У ролях
- Теда Бара — Керолайн Нолліс
- Віндем Стендінг — Г'юберт Нолліс, чоловік Керолайн
- Дейл Фуллер — Гільдегарда Сенбарі
- Джон Мільян — Лоуренс Сенбарі
- Гаррі Нортрап — Майкл Креллін
- Ейлін Персі — Емілі Медден
- Майме Келсо — Сьюзан Амбі
- Дот Фарлі
- Кейт Прайс
- Ерік Мейн